# Delhaye
De la Haye was een geslacht van Meester-orgelbouwers afkomstig uit Henegouwen. Naar het einde van de 18e eeuw toe werd de naam De la Haye geleidelijk aan omgevormd tot Delhaye. Hun productie strekte zich uit van het einde van de 17de tot omstreeks het midden van de 19de eeuw. Ze behoren met de Van Peteghems tot de bekendste Belgische orgelbouwers.

## Familieleden in de orgelbouw
Volgende leden van de familie waren actief in de orgelbouw:
- Louis I
  - Louis II, zoon van Louis I
    - Dieudonné-Joseph, zoon van Louis II
      - Jean-Joseph, zoon van Dieudonné-Joseph
        - Jean-Corneille-Charles, zoon van Jean-Joseph

    - Jacobus-Josephus, zoon van Louis II

### Eerste generatie: Louis de la Haye (Louis I)
Hij was een orgelmaker afkomstig uit Noord-Frankrijk of Henegouwen (mogelijks uit Chièvres en is de stichter van de orgelmakersfamilie Delhaye. Hij verhuisde naar Gent, waar zijn eerste activiteiten gesignaleerd zijn in 1698. In 1712 procedeerde hij tegen de Gentse gilde van schrijnwerkers om door de orgelmakers zelf de orgelkast te laten vervaardigen in plaats van door schrijnwerkers en beeldhouwers. Louis werd in het gelijk gesteld, al zou een herziene reglementering uitblijven tot na de Franse Revolutie. 
Hij overleed vermoedelijk rond 1725. In dezelfde periode vestigde zijn zoon Louis (Louis II) zich in Antwerpen.
Hij bouwde viervoetsorgels in:
- vóór 1699: Overmere
- 1699: Sint-Amandsberg
- 1699: Oostakker
- 1707: Zelzate
- 1712: Heilig Kruiskerk (Heusden), nu in Maldegem-Donk, gerestaureerd in 2014
- 1712: Kalken
- 1720: Sint-Annakapel in Gent, nu in de Onze-Lieve-Vrouw-Onbevlekt-Ontvangenkerk (Madonna) van Langemark-Poelkapelle
- 1723: Sint-Pieterskerk (Puurs)
- 1724: Rupelmonde, sinds 1839 in Malen (België) (deelgemeente van Jodoigne), in een orgelkast uit 1626, het werk van een zekere Meester Alexandre dat oorspronkelijk een orgel van Philips Snoeck omgaf

### Tweede generatie: Louis II de la Haye
Louis II (ca. 1700 - Antwerpen 1778 of 1779) leerde het vak bij zijn vader Louis (I). Rond 1725 verhuisde hij naar Antwerpen waar hij een eigen atelier startte. Hij was actief tot op hoge leeftijd. 
Zijn zuster Isabella Philippina huwde in 1724 in Gent de beroemde Vlaamse orgelmaker Jacob François Moreau, gevestigd in Rotterdam, die onder meer het orgel in Gouda bouwde. Moreau introduceerde Louis II in Nederland.
Instrumenten:
Werk van zijn hand is aan te treffen in West- en Oost-Vlaanderen, Brabant en in Noord-Brabant (Nederland). 
- 1730: Vermoedelijk is het orgel in Adegem van zijn hand.
- 1749: Onze-Lieve-Vrouwekerk (Melsele).
- 1751-1752: Sint-Bavokerk (Oud-Turnhout)
- 1761: Sint-Pieterskerk (Lille)
- 1764: orgel van de Sint-Willibrordusbasiliek in Hulst: wijzigingen
- 1769: Gouda, Katholieke Schuilkerk
- 1771: gereformeerde kerk in Bergen op Zoom: grotendeels bewaard gebleven driemanualig orgel
- 1772: Gouda, Hospitaal
- 1773: Gouda, de Waalse kerk, nu in Moordrecht
- 1778: Sint-Elisabethgasthuis in Antwerpen: orgel deels bewaard gebleven

### Derde generatie: Zonen van Louis II

#### Dieudonné-Joseph de la Haye
Van Dieudonné-Joseph de la Haye (Delhaye) (Antwerpen, 4 december 1725 - Antwerpen, 4 september 1811) is maar een klein aantal activiteiten bekend in vergelijking met deze van zijn vader Louis (II) en zijn zoon Jean-Joseph. Een gedeeltelijke verklaring is misschien het feit dat vader Louis tot op hoge leeftijd werkte en dat daardoor een aantal werken van het atelier (vader en zoons) op zijn naam staan.
Vermoedelijk is het orgel van Gouvy van zijn hand.

#### Jacobus-Josephus de la Haye
Over de biografie van Jacobus-Josephus de la Haye (Delhaye), zoon van Louis (II), is weinig bekend. Geboren in Antwerpen en ongetwijfeld opgeleid in het atelier van zijn vader, is hij daarna als orgelbouwer regelmatig aan te treffen in Oost-Vlaanderen, wat laat veronderstellen dat er contacten waren met de Gentse vestiging van de familie De la Haye (die mogelijk nog een tijdlang actief was na het vertrek van Louis (II) naar Antwerpen). De overlijdensdatum van Jacobus-Josephus de la Haye is niet bekend, maar is mogelijks rond 1760 te situeren.
Jacobus Josephus bouwde een orgel in Eeklo (1746), restaureerde het orgel van Borsbeke (1760) en maakte een niet gedateerd project tot transformatie van het orgel in Oudenaarde.

### Vierde generatie: Jean-Joseph Delhaye
Jean-Joseph Delhaye (Antwerpen, 28 juli 1786 - Antwerpen, 10 januari 1845), zoon van Dieudonné-Joseph, liet een omvangrijk oeuvre na, hoofdzakelijk in de provincies Antwerpen en Vlaams-Brabant. Zijn hele oeuvre vertoont een grote variatie en getuigt van vakkennis en persoonlijkheid. Hij deponeerde een brevet voor verbeteringen aan het pedaal.
Instrumenten:
- 1808-1810: Sint-Carolus Borromeuskerk (Antwerpen): vernieuwingen
- ca. 1810: Antwerpen, Onze-Lieve-Vrouw Geboortekapel
- Begijnhof Hoogstraten: vrij gaaf bewaard orgel, rococo-instrument, datum onbekend
- 1814-1815: Brasschaat
- 1815: Eikevliet
- 1821: Kathedraalorgel van Antwerpen: uitbreiding, preromantisch van stijlopvatting
- 1822: Wuustwezel
- 1823: Sint-Willibrorduskerk (Teteringen)
- 1824: Sint-Pauluskerk (Antwerpen): restauratie
- 1828: Onze-Lieve-Vrouwekerk (Diest): tweemanualig, vrij goed bewaard orgel met een zelden voorkomend neoclassicistisch front
- 1830: Berendrecht
- 1832: Sint-Amelbergakerk (Wechelderzande)
- 1833-1835: Brecht (België)
- 1834: De Gelagen onder Bazel: vrij goed geconserveerd
- 1834: Sint-Jan-Evangelistkerk (Steendorp): goed bewaard
- 1835-1836: Paal (België), Sint-Jan-de-Doperkerk
- 1836-1839: Eindhoven, oude Sint-Catharinakerk, drieklaviersorgel
- 1839: Rupelmonde: grotendeels bewaard
- 1840: Kumtich
- 1839-1840: Zandbergen (België): vrij gaaf bewaard
- 1840: Rijkevorsel
- 1841: Wezemaal
- 1841: Hamont
- 1842: Opwijk
- 1843: Antwerpen, Zwarte Zusters
- 1843: Sint-Pieterskerk (Puurs), verbouwing van het Delhaye orgel uit 1723
- 1843-1845: Abdij van Tongerlo
- Evergem, nieuw orgel (verdwenen)
- 1844: Hoogstraten, Ursulinen: goed bewaard
- Kontich
- Tilburg
- Borgerhout, Sint-Annakerk

### Vijfde generatie: Jean-Corneille-Charles Delhaye
Jean-Corneille-Charles Delhaye (Antwerpen, 23 maart 1809 - Merksem, 13 oktober 1863) is de oudste zoon en opvolger van Jean-Joseph. Na hem hield het Delhaye-atelier op te bestaan.